# 清談
清談，又稱清言，流行於魏晉時期。漢末黃巾之亂，中央政權瓦解，地方勢力抬頭，儒家經典隨之衰落，亂世之中，老莊思想逐漸抬頭，一般文人不談俗事，不談民生，祖述老莊立論，大振玄風，最常談的是《周易》、《老子》、《莊子》稱為“三玄”。何晏、王弼、夏侯玄、王衍、郭象等人皆有辯才。何晏“好老莊言”，認為“天地萬物，皆以無為為本”，和夏侯玄、王弼等倡導玄學，成為一時風氣，往往廢寢忘食，甚至可以把人累病談死。「當時名士清談，特如鬥智。」是後世國學大師錢穆對當時清談的敘述。

## 清議
東漢的清議以人倫鑑識為要旨，而郭泰與之不同，《後漢書‧郭泰傳》記載郭泰「雖善人倫，而不為危言覈論」，而《抱朴子外篇‧正郭篇》也提到他「周旋清談閭閻，無救於世道之陵遲」。這說明郭泰不具體評議朝中人物，所以當黨錮之禍時，可以倖免於難。郭泰只是一個開端，魏晉兩朝的清談又是另一個面貌。

## 清談
清談分為兩期。西晉初期清談當日政治上的實際問題，是士大夫藉以表示本人態度及辯護自身立場的方法。到了西晉後期直至東晉時的清談已是口中或紙上的玄言，喪失政治上的實際性質，僅止於名士身分的裝飾品。
一般認為魏晉清談形成的時期在於「高平陵事變」到司馬炎稱帝這17年的政治動蕩期。余英時則認為「自漢末到魏晉，士大夫的精神還是有其積極的、主動的、創造的新成分，不僅僅是因為在政治上受到壓迫和挫折才被動地走上了虛無放誕的道路。這個成分便是『個體自覺』或『自我發現』。」清談的藝術，通常就是道家，用最精粹的語言，最簡潔的語句，表達出來；東晉時期清談到了後期，與佛教思想結合，漸漸發展為儒、道、佛三位一體的新學，替後來宋朝融合三教、探討性命的理學奠定了基礎，成為新型態的形而上學。
柳翼謀謂：後漢之季，由樸學而趨遊談。漢末魏際天下大亂，乘時趨勢者，不以道義為重。曠達之士，目擊衰亂，不甘隱避，則托為放逸，遂開清談之風。晉室之興，世亂未已，向秀之徒，益尚玄鳳。清談者崇尚老、莊，則以任天率真為貴，推之政治，遂有鮑生無君之論，反之者又崇尚務實，勤於人事。蓋時當大亂，人心不寧，或憤慨而流於虛無，或憂懼而趨於篤實，皆時會所造，因其性而出之。清談有尚簡括者，有尚博辯者。然以敷陳義旨、演述周析為尚，是亦學術之一大進步。清談所標，皆為玄理。談論者為玄言，著書者為玄部。稽其理論，多與釋氏相通，故自晉以來，釋子多治老、莊，清談者亦往往與釋子周旋，佛教於是與中國學說融合；或以佛與儒、道諸書並稱，漸為儒釋道之溝通融會。

## 清談话题
思想史学者唐翼明的学术专著《魏晋清谈》将魏晋名士热衷的清谈话题总结、归纳为以下12类：
1. 《老》、《庄》、《易》“三玄”之辨
2. 本末有无之辨
3. 才性四本之论
4. 自然名教之辨
5. 言意之辨
6. 圣人有情无情之辨
7. 名家论理之学
8. 佛经佛理
9. 养生论
10. 声无哀乐论
11. 形神之辨
12. 鬼神有无论

## 清談誤國與例外
山濤為司馬氏的姻親，雖然曾經好老莊，但終究依附司馬氏。而琅琊王氏本是司馬氏的黨羽，家世遺傳與環境薰習都足以使王戎、王衍變節，他們勢必不能不利用一己已有之舊說去發明另一種新的學說，以為自己辯白，這就是名教與自然相同的由來，按此說法，意謂自然為體，名教為用，自然可以名教為本，《後漢紀》即記載名教之用為「蓋准天地之性，求之自然之理，擬議以製其名，因循以弘其教，辯物成器，以通天下之務者也。」有了此說，變節之輩自可兼尊顯的達官與清高的名士於一身，享朝廷富貴亦不失林下風流，可謂名利雙收。
原先林泉隱逸，清談玄理，雖無益民生國計，然亦不致誤國。可是當滿朝高官皆崇尚虛無，口談玄遠，再不理世事之務，國家必然遭殃。《世說新語·輕詆類》中記載桓溫嘆道：「使神州陸沉，百年丘墟，王夷甫諸人，不得不任其責。」劉孝標引《晉陽秋》標注時提到王衍要被石勒所殺時，曾告訴別人：「吾等若不祖尚浮虛，不至於此。」看得出來王衍自己也察覺到事情的嚴重性。當「名士」與「高官」合為一體，士大夫紛紛以不務正事、「動口不動手」為清高，變亂就在這種風氣中孕育，其結果最後導致了西晉終於滅亡，中原地區進入長達數百年的胡人統治分裂時代。
余英时说：“清谈决不完全等于空谈，即以清谈一事而论，不但谈士必须博学（见《南齐书》卷三十三王僧虔《诫子书》），而且清谈本身便发展出一套礼节，转为谈士的一种约束。”
清談誤國，也有例外。謝玄（343年－388年），字幼度，小名羯兒，因此也有人稱呼他為「謝羯」或「謝遏」，雅好清談，與張玄之並稱為「南北二玄」，但卻是東晉著名政治家、軍事家、文學家。封康樂縣公，諡獻武，人稱謝獻武、康樂獻武公。追封車騎將軍。
王羲之勸謝安不要清談：「虛談廢務，浮文妨要」，謝安稱：「秦任商鞅，二世而亡，豈清言致患邪？」其實謝安打勝淝水之戰，王導中興名相，皆重新倡導清談，清談與亡國實無必然關係。

## 研究書目
- 唐翼明：《魏晉清談》（臺北：東大圖書公司，1992）。